# Побег из тюрьмы «Фолсом»
Побег из тюрьмы «Фолсом» — побег американского заключённого Глена Стюарта Годвина  из тюрьмы строгого режима «Фолсом», принесший ему национальную известность и место в  списке десяти наиболее разыскиваемых преступников ФБР на территории США и соседних государств. 
За схожесть методов осуществления побега, Годвин был отождествлён в СМИ с главным протагонистом повести Стивена Кинга «Рита Хейуорт и спасение из Шоушенка» Энди Дюфрейном.

## Тюрьма «Фолсом»
Тюрьма строгого режима «Фолсом» (англ. Folsom State Prison) является одной из 35 государственных тюрем штата Калифорния, расположенная в одноимённом городе, примерно в 30 километрах к северо-востоку от столицы штата Сакраменто. Тюрьма, открытая в 1880 году — является наряду с тюрьмой «Сан-Квентин» — старейшими тюрьмами Калифорнии и первой тюрьмой супермаксимальной безопасности. За все время существования учреждения, в её стенах было приведено в исполнение 93 смертных приговора. Тюрьма расположена на берегу реки Американ-Ривер, на которой в разные годы заключенные тюрьмы построили две плотины, что в итоге привело к строительству гидроэлектростанции. Учреждение включает в себя административный корпус, пять двухэтажных жилищных блоков для заключенных, обеденные залы, блок для свиданий и 4 внутренних прогулочных ярда, на которых одновременно могут находиться 1200 заключенных. Тюрьма «Фолсом» была рассчитана на 2470 мест, но как и несколько других крупных тюрем штата Калифорния в начале 2000-х столкнулась с проблемой перенаселения, по состоянию на 2012-й год в исправительном учреждении отбывали наказание 2912 человек, что означало перенаселение на 118 процентов. За более чем 100-летнюю историю эксплуатации тюрьмы заключенными было осуществлено несколько десятков попыток побега, ряд из которых оказались успешными, а часть из которых привели к смерти как заключенных, так и сотрудников учреждения. Самая известная попытка побега, закончившаяся грандиозным успехом была совершена 5 июня 1987 года.

## Беглец

Глен Годвин

Побег был подготовлен 28-летним преступником Гленом Стюартом Годвином, отбывавшим наказание в виде пожизненного лишения свободы за совершение убийства. Годвин, уроженец города Майами, в 1980 году занялся мелким бизнесом, но финансовой независимости не добился и спланировал план ограбления знакомого контрабандиста наркотических веществ с целью наживы, однако в ходе ограбления жертва оказала сопротивление, в ходе которого Годвин совместно с сообщником совершил убийство молодого человека 1 августа 1980 года в городе Палм-Спрингс (Калифорния). После ареста и осуждения, преступник был этапирован в тюрьму Deuel Vocational Institute в калифорнийском округе Сан-Хоакин. В 1986 году Годвину были предъявлены обвинения в подготовке побега из учреждения. В качестве наказания, Глен был этапирован в январе 1987 года в тюрьму строгого режима «Фолсом».

## Побег
В пятницу 5 июня 1987 года стало известно об исчезновении Годвина. Через несколько часов его тюремная одежда, а также надувной плот были обнаружены за пределами тюрьмы на берегу реки Американ-Ривер. Глен Стюарт Годвин был объявлен в розыск, поисковая операция при участии кинологов с собаками потеряла след преступника на одном из близлежащих холмов. В ходе расследования было выявлено, что Глен Годвин перепилил ножовкой по металлу тюремное ограждение, получил доступ к дренажной системе тюрьмы, пробил канализационную трубу и прополз внутри неё по нечистотам более 300 метров до точки истока канализации в реку. Практически сразу после побега следствие выяснило, что Годвин при планировании побега имел сообщников на свободе, которые заранее перепилили толстую решётку в канализационной трубе в месте впадения истока канализации в реку и предоставили беглецу надувной плот. Всего с момента исчезновения Глена Годвина и до обнаружения пути его эвакуации прошло 3 часа. Следствие вскоре установило, что одним из сообщников Глена Годвина был 30-летний Лоренц Карлич, арестованный 9 июня 1987 года в округе Сан-Бернардино. Карлич в начале 1980-х годов отбывал срок в тюрьме Deuel Vocational Institute вместе с Годвином и был известен тем, что в марте 1978 года сумел совершить из неё побег. Карлич был пойман, возвращен в тюрьму, снова осуждён, но вышел на свободу в 1984 году. Также была объявлена в розыск жена Глена Говина, 23-летняя Шелли Годвин, которая вышла за него замуж в 1985 году. В ходе расследования стало известно что в день побега мужа — Шелли Годвин не вышла на работу, и арендовала два автомобиля, после чего исчезла в неизвестном направлении.

## Последующие события
Поиски Годвина, организованные сразу после его побега, оказались безрезультатными. Он был арестован 9 февраля 1989 года в городе Пуэрто-Вальярта на территории Мексики по обвинению в контрабанде наркотических веществ. Его личность была подтверждена с помощью дактилоскопической экспертизы отпечатков пальцев. После его ареста, власти США начали вести переговоры с властями Мексики о экстрадиции беглого преступника. После осуждения властями Мексики, Годвин ожидал экстрадиции в США, которая была запланирована в 1991 году. С целью избежать этого, Годвин в апреле 1991 года совершает убийство другого заключенного в тюрьме и в ожидании нового судебного разбирательства совершает ещё один побег 26 сентября 1991 года из мексиканской тюрьмы Puente Grande prison в городе Гвадалахара, мексиканский штат Халиско. Он был объявлен в международный розыск, и в течение 20 лет — с октября 1996 года по май 2016 года находился в списке первых десяти преступников, наиболее разыскиваемых ФБР на территории США, государств Северной и Центральной Америк. Лишь в мае 2016 года Глен Годвин был исключён из списка, несмотря на то, что так и не был пойман и его местонахождение с осени 1991 года так и не было установлено. В 2010-м и 2017-м годах ещё трое заключенных сумели совершить побег из этого учреждения, однако в отличие от Годвина, все трое вскоре были пойманы.